# 大斑高原鳅
大斑高原鳅（学名：Triplophysa macromaculatus）为輻鰭魚綱鲤形目條鳅科高原鳅属的鱼类。在中国，分布于南盘江上游等。该物种的模式产地在宜良九乡。体长可达8.4公分。

## 扩展阅读
維基物種上的相關：大斑高原鳅